# Gare d'Auxy - Juranville
Ne doit pas être confondue avec la gare d'Auxi-le-Château.
La gare d'Auxy - Juranville est une gare ferroviaire française, située sur le territoire de la commune d'Auxy, à proximité de Juranville, dans le département du Loiret, en région Centre-Val de Loire.
Elle est fermée au service des voyageurs et son bâtiment a été vendu à un particulier. Elle conserve une activité fret.

## Situation ferroviaire
Ancienne gare de bifurcation, elle est située au point kilométrique (PK) 101,852 de la ligne de Villeneuve-Saint-Georges à Montargis (non exploitée entre Malesherbes et Auxy - Juranville) et au PK 0,000 de la ligne d'Auxy - Juranville à Bourges (partiellement déclassée). Son altitude est de 96 mètres.

## Histoire

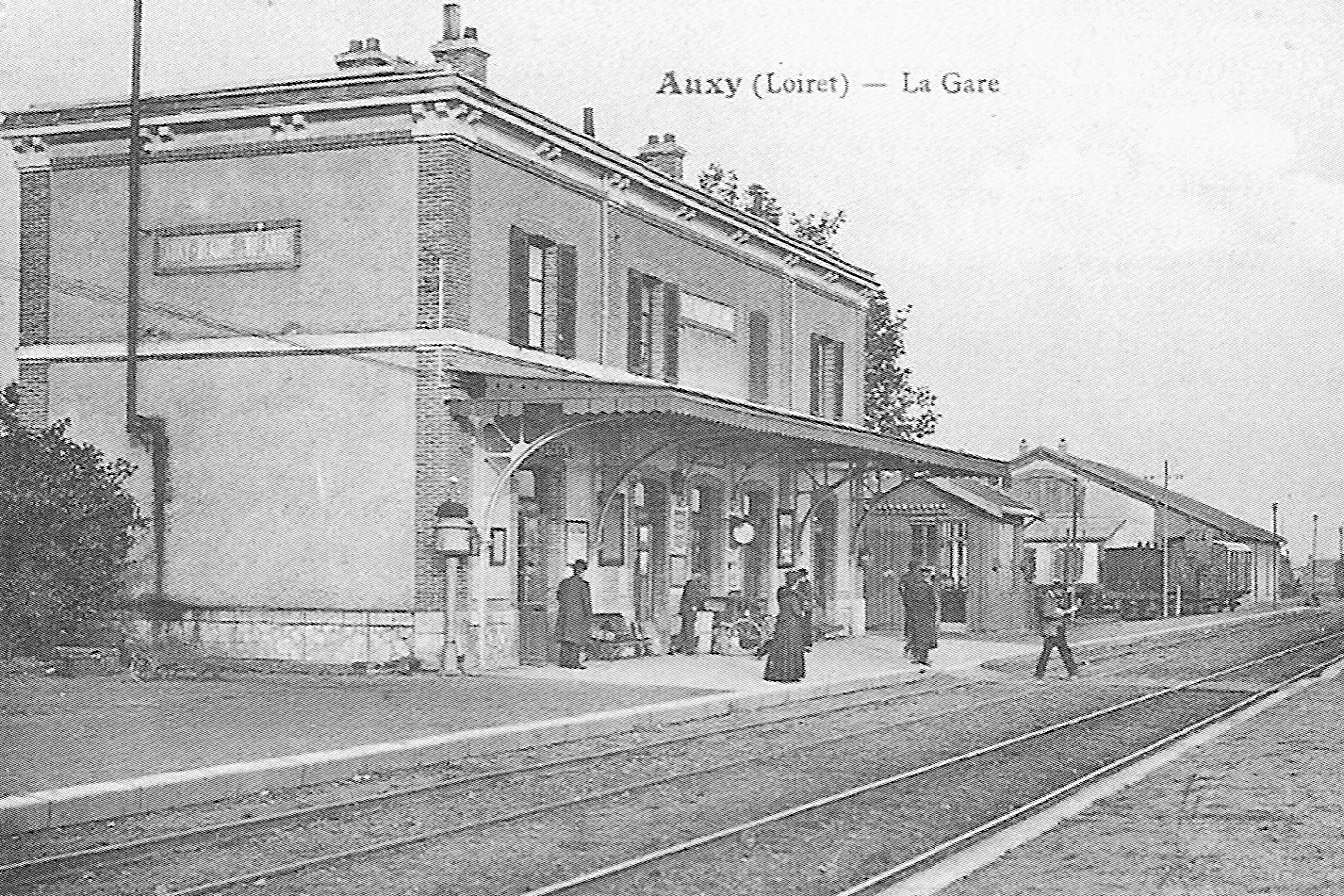
La gare, au début du XXe siècle.

Le premier train est passé le 7 mai 1870[réf. nécessaire]. La gare est fermée au service des voyageurs depuis le 6 septembre 1971[réf. nécessaire].

## Service des marchandises
Elle est ouverte au service du fret (train massif et desserte de deux installations terminales embranchées).

## Culture
- Les Invisibles (film, 2012)